# توجيه بالأوامر
التوجيه بالأوامر هو أحد أنواع توجيه الصواريخ ويكون عن طريق تتابع إرسال أوامر (إشارات) توجيه من من منصة التوجيه إما لاسلكياً من محطة أرضية أو طائرة أو يمكن عن طريق سلك كما في الصواريخ الموجهة سلكياً.
يتميز نظام التوجيه بالأوامر قي كونه يمكن إرسال أمر التفجير للصاروخ عن بعد في حال أن الصاروخ لم يصب الهدف وكان الهدف يقع في مدى التدمير للرأس المدمرة وإن كان الصاروخ يحتوى على طابته الذاتية .
يعمل نظام التوجيه بالأوامر بالاعتماد على تتبع الهدف إما رادارياً أو عن طريق منظار تصويب الرامي وتُرْسَل إشارات التوجيه تحمل معلومات حركة أسطح التوجيه للصاروخ لتصحيح مساره في اتجاه الهدف ويتم ذلك يدوياً أو بواسطة الحاسوب حتى يصل الصاروخ بالقرب من الهدف فيتم إرسال أمر التفجير أو يتم التفجير بواسطة الطابة الذاتية للصاروخ.
في بعض الأنظمة الصاروخية الموجهة رادارياً يوجد على الصاروخ مرسل إجابة لإرسال إشارات تدل على تنفيذ أوامر التوجيه كما تمكن النظام من تحديد مكان الصاروخ بدقة. ويخصص للصاروخ أحياناً هوائى إرسال واستقبال أو كليهما للتعامل مع الصاروخ من خلالها .
ويتميز نظام التوجيه بالأوامر عن نظام التوجيه الذاتي بأن الصاروخ لا يحمل رأس حاسبة مما يقلل من تكلفته ووزنه .

## أمثلة
بعض الأمثلة على الصواريخ الموجهة بالأوامر :
- صواريخ روسية : دفينا سام-2 و بيتشورا سام-3 وتور سام-15.[1]
- صواريخ هندية: عكاش .
- صواريخ فرنسية : كروتال